# Capsicum pereirae
Capsicum pereirae es una especie del género Capsicum de las solanáceas, originaria del noreste de  Brasil donde se encuentra silvestre. Fue descrito por vez primera por Barboza & Bianch. en (Brasil, Catinga).

## Características
Capsicum pereirae son arbustos ramificados, las alturas que suelen alcanzar están entre 0,8 y 2 metros. Los brotes se producen cerca de las raíces y la formación de las ramas y hojas a partir de los gruesos nodos de color violeta. Las hojas son  correosas, y se producen en parejas, su tamaño varia de 3 a 5,5 cm siendo más largo que ancho, elípticas a reduciéndose a elíptica, y el borde es ligeramente ondulado. Las hojas son entre 9 y 15 cm de largo y entre 2 y 2,4 cm de ancho. Los pecíolos tienen una longitud de 0,5 a 1 cm. Las hojas tienen una textura correosa y son un poco brillantes en ambos lados.
Las flores se producen en las ramas de los brotes y se producen por separado o en grupos de dos o tres flores. Los tallos de las flores son ligeramente dobladas y 1,5-2,2 cm de largo. Las flores son hermafroditas, y casi de simetría radial. En el verde tubo del cáliz los sépalos se encuentran fusionados en un 1,5 a 2 mm de largo, que se eleva por encima del ovario, sin dientes o cinco dientes débilmente desarrollados, en el borde se puede encontrar una hilera corta de tricomonas.
Las flores en forma de estrella de cinco pétalos son de color blanco, con flores bicolores con manchas de color en el medio lado de la taza. La forma de los pétalos son casi triangulares, el borde se dobla hacia adentro en la parte superior en forma de campana. Las flores tienen manchas en el interior de color amarillo verdoso, púrpura en el exterior, ambas áreas están separadas por rayas blancas. La flor abierta tiene un diámetro de 8 a 19 mm y una longitud de 9 a 10 mm. Los estambres son 3 a 4 mm de largo, los estambres blancuzcos tienen un tamaño de 1,8 a 2,1 mm. El gineceo es ligeramente curvado, (3,7) 4 a 6 mm. Los dos carpelos se fusionan a una distancia constante del ovario superior.
Los frutos son redondos, bayas aplanadas de 8-9 mm × 7 a 10 mm de tamaño. Crecen en posición vertical sobre el fruto tallos 2,3 a 2,8 mm de largo. En la madurez, el color cambia de verde a verde amarillento, los frutos ya no están conectados firmemente al cáliz y caen fácilmente en el suelo. Dentro de cada fruta (tres) de cinco a 20 semillas de color negro parduzco de un tamaño 3 a 3,7 mm × 2,5 a 2,4 mm.

## Diferencias con otras especies de Capsicum
La especie se compara con otras especies que crecen en la costa oriental de Brasil, relacionadas en un grupo mixto. Por ejemplo, así como C. mirabile, C. schottianum y C. hunzikerianum tienen flores de color violeta C. pereirae tiene flores de color amarillo verdoso con manchas. Las correosas y brillantes hojas de C. pereirae son diferentes de otras especies del género. La forma de los tallos de la flor que los pétalos verticales y el cáliz con el ausente o solamente los dientes débilmente desarrollados tiene una estrecha relación con C. flexuosum. A través de las similitudes en las características de cáliz y corola también está cerca de C. schottianum.
C. pereirae tiene en contraste con todos los Capsicum domesticados en cultivo, 13 pares cromosómicos en lugar de los 12 de los domesticados. Las investigaciones de las especies silvestres y semi-silvestres de los Capsicum brasileños mostraron que el número de especies con 13 pares de cromosomas es significativamente mayor de lo que se creía en un principio. Estos resultados se presentan en algunas de las hasta ahora no probadas suposiciones acerca de la historia evolutiva de los géneros Capsicum en cuestión. Ejemplo, se creía que el par 13 de cromosomas causados por mecanismos tales como la fisión céntrica (centric fission). Sin embargo, desde entonces, se ha encontrado que los 12 pares restantes "originales" de cromosomas carecen de cualquier característica que pueda indicar una fisión céntrica, por lo cual esta teoría puede ser considerada como incorrecta. Más bien, ahora resulta ser más probable que el grupo de especies con 13 pares de cromosomas es el original, mientras que en la creciente propagación de las especies hacia el norte un par de cromosomas se pierde en forma todavía inexplicable. Las especies con sólo 12 pares de cromosomas en consecuencia cambiaron su apariencia, por ejemplo predominantemente mediante la formación de frutos rojos. Al igual que en el área de distribución original sureste de Brasil se mantuvieron las condiciones climáticas constantes, donde las especies con 13 pares de cromosomas fueron capaces de sobrevivir, mientras que más al norte penetraron en especial las especies con 12 pares de cromosomas.

## Hábitat
Los hallazgos de plantas de la especie se limitan principalmente a un área reducida del "Parque de Ibitipoca", zona relativamente xerófita de la Catinga de Brasil en los estados brasileños de Espírito Santo y de Minas Gerais a una altitud 1000-1600 m s. n. m. Los especímenes fueron encontrados en dos “grutas humidas” que matizan la luz ambiente natural y con una humedad muy alta. El sitio está en su mayoría en la sombra. En el bosque se encuentran entre las palmas y helechos de la familia Cyatheaceae propios de los valles húmedos y fértiles.

## Taxonomía
Capsicum pereirae fue descrita por Barboza & Bianch.
Citología
- El número cromosómico del género Capsicum es de 2n=24, pero hay algunas especies silvestres con 26 cromosomas entre ellas C. pereirae que tiene 13 parejas de cromosomas (otros capsicum tienen 12).[5][6]

Etimología
Capsicum: neologismo botánico moderno que deriva del vocablo latino capsŭla, ae, ‘caja’, ‘cápsula’, ‘arconcito’, diminutivo de capsa, -ae, del griego χάψα, con el mismo sentido, en alusión al fruto, que es un envoltorio casi vacío. En realidad, el fruto es una baya y no una cápsula en el sentido botánico del término.
pereirae: epíteto latino, puesto en honor de su descubridor el botánico brasileño Edmundo Pereira (*1914, †1986).
Variedades aceptadas
Sinonimia